# Kaiserpokal 1972
Der Kaiserpokal 1972 war die 52. Austragung des Kaiserpokals, des höchsten japanischen Fußballpokalwettbewerbs. Sieger des Wettbewerbs waren die Hitachi.

## Ergebnisse

### 1. Runde
|                          | Ergebnis |                       |
| ------------------------ | -------- | --------------------- |
| Kofu SC                  | 4:1      | Nippon Steel Muroran  |
| Chūō-Universität         | 3:1      | Nippon Steel Kamaishi |
| Handelsuniversität Osaka | 1:3      | Eidai Industries      |
| Dainichi Nippon Cable    | 3:2      | Universität Fukuoka   |
| NTT Kinki                | 1:3      | Toyota Motors         |
| Waseda-Universität       | 2:3      | Nippon Light Metal    |
| Tanabe Pharmaceutical    | 3:1      | Teijin Matsuyama      |
| Keiō-Universität         | 4:2      | Toyama Club           |

### Achtelfinale
|                             | Ergebnis |                       |
| --------------------------- | -------- | --------------------- |
| Hitachi                     | 2:0      | Kofu SC               |
| Towa Real Estate            | 2:0      | Chūō-Universität      |
| Nippon Kokan                | 3:1      | Eidai Industries      |
| Mitsubishi Heavy Industries | 9:0      | Dainichi Nippon Cable |
| Nippon Steel                | 4:0      | Toyota Motors         |
| Toyo Industries             | 2:0      | Nippon Light Metal    |
| Furukawa Electric           | 4:2      | Tanabe Pharmaceutical |
| Yanmar Diesel               | 4:0      | Keiō-Universität      |

### Viertelfinale
|                   | Ergebnis        |                             |
| ----------------- | --------------- | --------------------------- |
| Hitachi           | 4:0             | Towa Real Estate            |
| Nippon Kokan      | 3:0             | Mitsubishi Heavy Industries |
| Nippon Steel      | 2:2 (4:5 i. E.) | Toyo Industries             |
| Furukawa Electric | 1:4             | Yanmar Diesel               |

### Halbfinale
|                 | Ergebnis |               |
| --------------- | -------- | ------------- |
| Hitachi         | 2:0      | Nippon Kokan  |
| Toyo Industries | 0:1      | Yanmar Diesel |

### Finale
|         | Ergebnis |               |
| ------- | -------- | ------------- |
| Hitachi | 2:1      | Yanmar Diesel |